# Анисия Солунска
Света великомъченица Анисия Солунска (на гръцки: Αγία Ανυσία) е православна светица, почитана като мъченица, пострадала при управлението на император Максимиан Херкулий.
Съществуват 2 основни житиета на Света Анисия, едното от тях е приписвано на Симеон Метафраст, другото - на духовник, известен като дякон Григорий. Популярна е версията на руския агиограф Димитрий Ростовски.
Празникът ѝ се чества от Православната и Католическата църква на 30 декември. Паметта на Света Анисия е известна още от Типикона на Великата църква от X век, където тя е указана без особена църковна служба.

## Житие
Анисия е потомствена християнка и жителка на град Тесалоника, станал известен впоследствие и като Солун (сред славянските народи). От дете има много скромен и щедър характер и когато родителите й умират, тя решава да раздаде наследство си на бедните и да се отдаде на молитви и постене.
Въпреки лишенията запазва голямата си красота, но се старае да крие лицето си зад воал/забрадка. В този вид веднъж се опитва да излезе на полето, край града за да посети местната църква, обаче е спряна на портата от някакъв римски войник, сложен там да следи движението. Той проявява интерес към нея и я запитва накъде се е запътила така забулена. Когато разбира, че отива на християнско събиране, той й препоръчва да изостави намерението си, а да се включи в празнуването на езическия празник на Сол Инвиктус, който е тъкмо този ден - за да си изпълни благочестивия дълг, като поданица на императора, но също така и видимо със сексуален подтекст. Тя отказва, но той я хваща и се опитва да й свали забрадката от главата. Анисия от своя страна реагира на задявката му, като се изтръгва от ръцете му и плюе в лицето му. Уплашена от настоятелността му, тя го нагрубява, което е предадено в агиографията с думите: „Да ти забрани, дяволе, Господ мой Иисус Христос“. Според Димитрий Ростовски, „воинът не могъл да понесе името Христово, извадил своя меч и я пронизал“. Всъщност може да е бил повече обиден от обръщението на девойката и фрустриран от нейната съпротива. Анисия вероятно загива незабавно, при все че може и да е оцеляла още известно време.

## Мощи
Тялото на светицата е погребано от солунските християни извън града, на разстояние, оценяванано от Дмитрий Ростовски, като "на 2 версти от Касандрийската врата". Последната изглежда е кръстена на основателя на града Касандър (един от диадохите на Александър Македонски и мъж на сестра му Тесалоника, на която го и наименува) и явно е портата, охранявана от избухливия страж, убил момичето.
По-късно на гроба ѝ е построен молитвен дом (мартирий). Днес мощите на светицата, в сребърна ракла, се намират в църквата „Свети Димитър“ в Солун.